# 餐叉

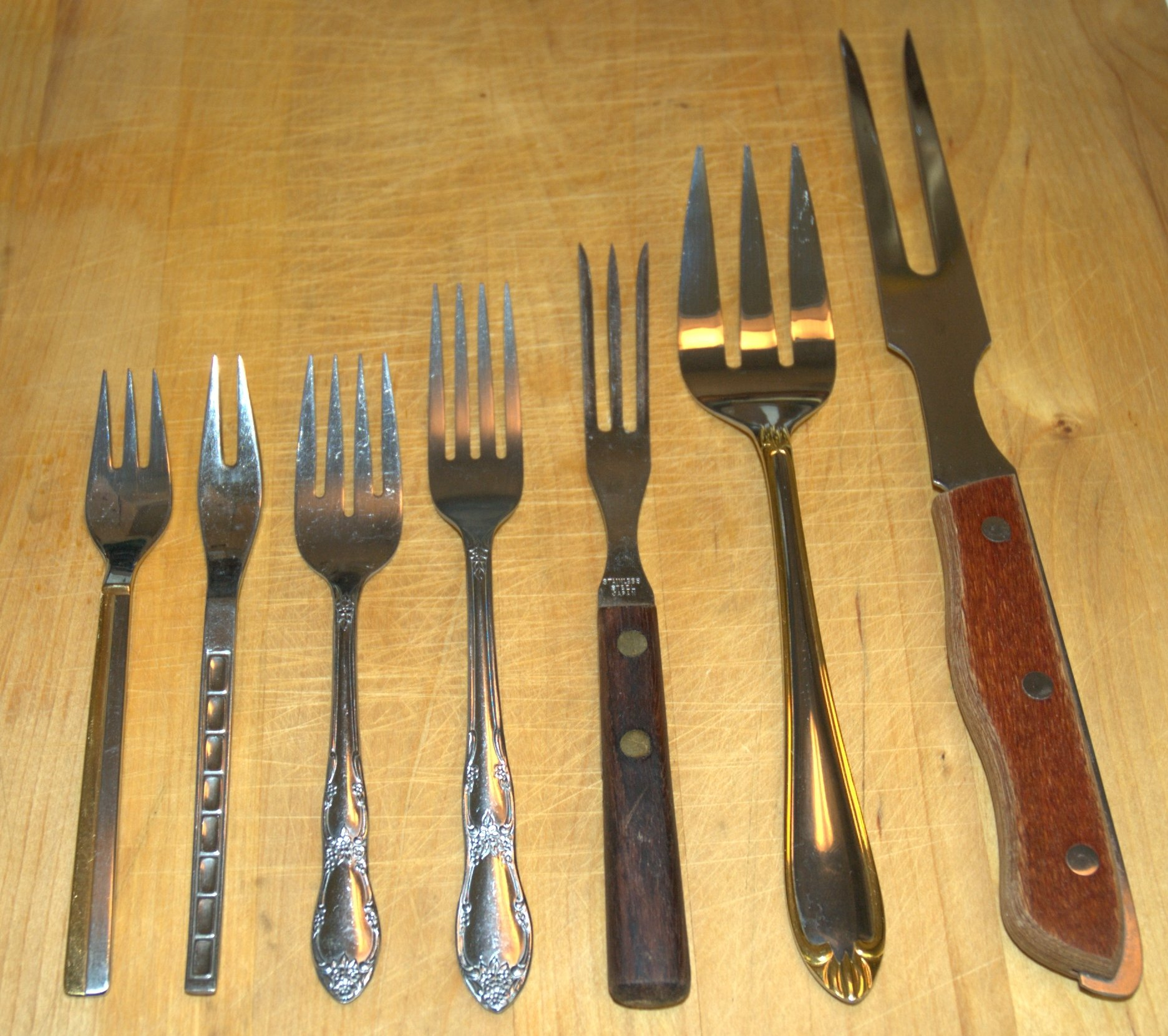
各種叉子。

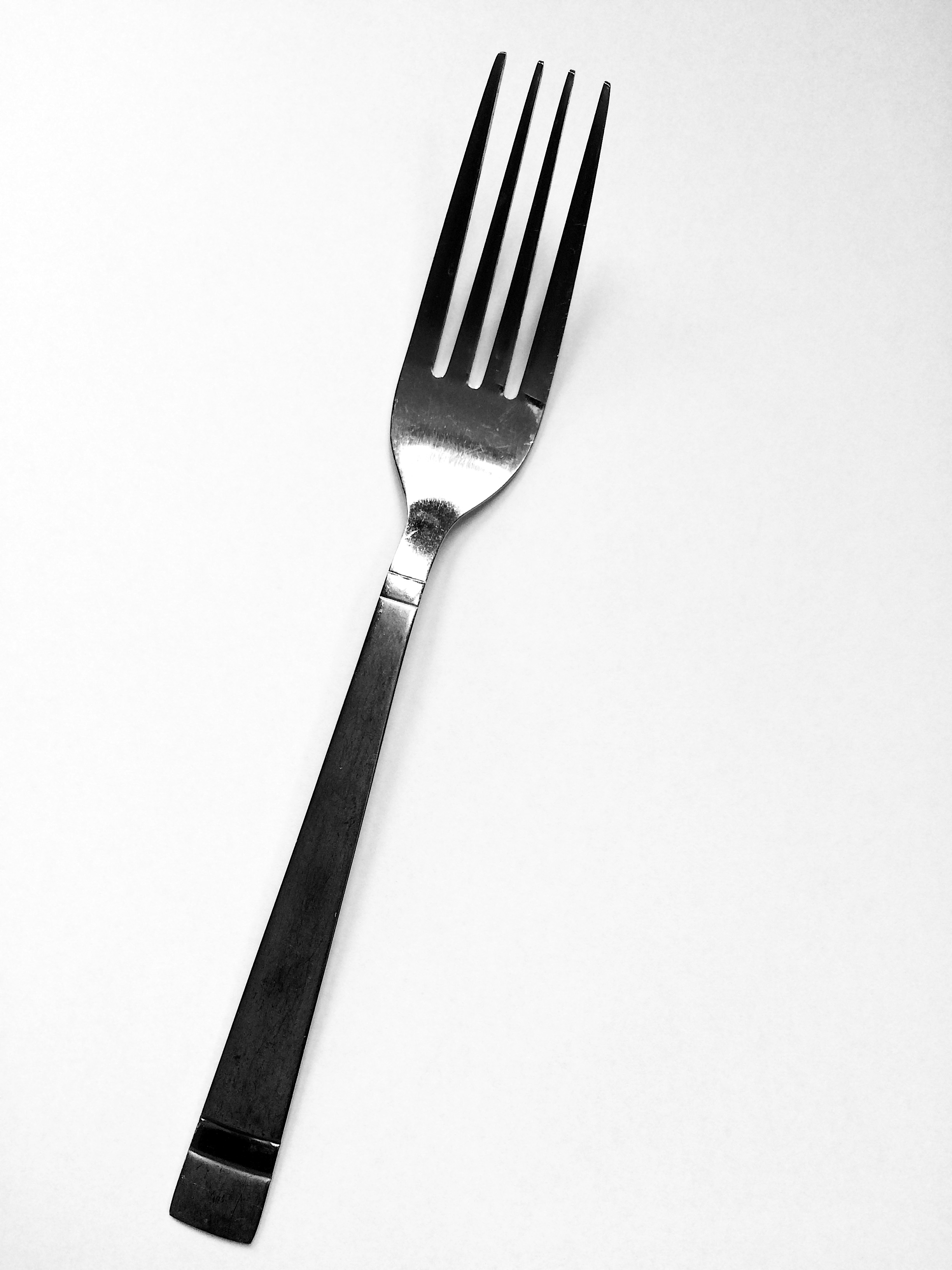
不鏽鋼叉子

在當代，叉子是日常西洋食具，輔助用者將食物帶到口中，亦可在烹飪或切割食物時抓住食物，免得食物移動。叉子一端讓人握著，另一端有二至多條分支，用來插入或盛住食物。一般來說，叉子為金屬製成，在公元四世紀的東羅馬帝國才在西方世界出現。
最早的餐叉起源不明，但在青海宗日遺址中，曾出土馬家窯文化骨質餐叉，長度為25.7厘米，有三齒，齒長9厘米。隨後，在甘肅的齊家文化遺址中出土了距今約4000年的骨製餐叉，並未有證據表明在中國出土的古代餐叉與西方當今使用餐叉的發明有直接關聯。之後，在當今河南洛陽就一次性出土了戰國時代的51件骨質餐叉，皆為雙齒圓柄，12厘米左右。